# Conakrya wolffi
Conakrya wolffi là một loài nhện trong họ Pisauridae.
Loài này thuộc chi Conakrya. Conakrya wolffi được Joachim Schmidt miêu tả năm 1956.